# Упорядоченное
Упорядоченное — фантастическая вселенная из произведений Ника Перумова. Представляет собой многомерную гипервселенную, состоящую из нескольких миллиардов миров, аналогичную Planescape. Из большинства миров можно попасть в другие, с помощью магии выйдя в Междумирье, в котором плавают «хрустальные сферы» миров. Исключения составляют лишь закрытые миры, из которых нельзя просто выйти и войти, подчас это доступно лишь богам или магам высшего уровня — архимагам. Благодаря такому устройству Упорядоченного многие расы обитают почти во всех мирах.
Упорядоченное — пространственно ограниченная область структурированной материи, созданная Творцом среди первородного Хаоса. Пространство Упорядоченного многомерно и содержит огромное количество трёхмерных областей — миров. Пространства миров конечны, имеют различную форму и отличаются по ряду других свойств.

## Известные миры
- Хьёрвард

Один из основных миров Упорядоченного, где находился Хединсей, штаб-квартира Хедина и его ученика Хагена. Состоит из четырёх континентов: Западного, Восточного, Северного и Южного Хьёрвардов.
- Мельин

Один из основных миров, названный по находящейся в нём империи людей, в свою очередь получившей название по её столице. В конце романа «Алмазный меч, деревянный меч» оказывается расколот пополам огромным Разломом, ведущим в Эвиал. Известны два крупных города: Хвалин и Мельин. Другие упоминаемые города: Остраг, Ежелин, Меар (морской порт), Смиргл (порт в устье Гедерна), Сеген, Форгл, Саон, Галан (морской порт). Ближе к Разлому находятся Арсинум и Бринзий, далее — Мельин и Гунберг. Реки: Свилле, Суолле, Илдар, Гедерн.
- Эвиал

Также известен как Даранг. Один из миров Упорядоченного. В результате катастрофы (Столкновения миров) Эвиал столкнулся с миром Мельин и стал его частью.
Эвиал относился к классу шарообразных миров и являлся якорным миром для Мельина. Изначально это был обыкновенный открытый мир, которым правили Древние боги, именовавшиеся Тёмной Шестёркой. В нём зародилась разумная раса, которую позже стали называть Пятиногами. В те годы мир назывался Дарангом; позже, с приходом людей, он получил другое название, которое с древнесалладорского переводится как «вместилище жизни». Климат в Эвиале был в те годы значительно мягче, а поверхность суши — больше. Её почти везде покрывали тропические леса. Огненный Архипелаг был одним большим островом, а Утонувший Краб вместе с Левой и Правой Клешнями составляли один небольшой континент.
С воцарением в Упорядоченном Молодых богов в мир пришли Титаны, которые стали переустраивать мир на свой лад. Климат стал более холодным. Тропические леса стали исчезать. Пятиногам, привыкшим к тропическому климату, грозило вымирание. Исконные жители мира вступили с Титанами в неравную борьбу и были почти полностью истреблены. Владычеству Древних богов Эвиала также пришёл конец. На месте последних, самых истребительных битв, в которых были применены сильнейшие заклятия, образовалась Салладорская пустыня.
Позднее, когда в мир пришла раса дуоттов, в результате кровопролитной войны истреблены были уже титаны. После этого мир стал интенсивно заселяться другими разумными расами, наиболее распространёнными в Упорядоченном: людьми, эльфами, орками, гоблинами, гномами. Из новых рас первыми пришли люди. Некоторое время они жили с дуоттами мирно, но потом между ними возникли разногласия, дуотты стали притеснять новоприбывших. Тогда маги обеих рас собрались и создали небывалый труд-фальсификацию — «Анналы Тьмы», призванный предостеречь обе расы от взаимного истребления. По крайней мере, именно так утверждал дуотт Даэнур, учитель главного героя Кэра Лаэды в Ордосской Академии магии. Все остальные маги Эвиала, включая ректора Академии Высокого Волшебства в Ордосе и Хозяйку Волшебного Двора Мегану, однако, считали «Анналы Тьмы» подлинным сборником пророчеств, предрекающим пришествие Разрушителя и иные катастрофы. Несмотря на все усилия предотвратить катастрофу, вскоре после создания «Анналов Тьмы» разразилась очередная крупная межрасовая война — люди и пришедшие к тому времени в Эвиал гномы и эльфы объединились против дуоттов. Одержанной победой в основном воспользовались люди, за что эльфы затаили на них обиду.
Примерно в то же время в мир явились поверженные к тому времени Молодые боги. Желая взять реванш в борьбе со своими ниспровергателями, они заложили в Эвиале зародыши Кристаллов Магии, призванных в тайне от Новых богов накапливать магическую энергию. На стражу Кристаллов были поставлены Драконы-Хранители. Обнаружив тайник Молодых богов, Новые боги сделали мир закрытым и поместили в него своего наблюдателя (Хранителя/Хранительницу — существо, ранее бывшее Налликой, Девой Лесов из свиты Ялини, но обретшей способность принадлежать одновременно и к мужскому, и к женскому полу с целью лучше понимать охраняемый ею мир). Резиденцией Хранительницы стал Храм Океанов.
Не находя выхода из закрытого мира, разумные расы продолжали воевать между собой. Порой образовывались могучие державы, охватывающие почти всю территорию мира. Случалось, эльфы выходили из своих лесов, подчиняя «Корню и Кроне» чуть ли не все земли Старого света. После небольшого мирного периода, кочевники докатывались из своих мекампских степей до самого западного моря, подчиняя себе все земли вплоть до берегов Моря Клешней на Западе и Моря Ветров на Севере. Долгое время просуществовала Империя Эбин — большая держава людей. Порой, объединяясь, орки и гоблины выходили из своих северных владений и устраивали опустошительные набеги на южные области.
Самыми масштабными войнами между людьми и дуоттами стали война Быка и война Волка. В первой победу одержали дуотты, однако уже в период войны Быка люди стали активно развивать боевую магию, в том числе и тёмную: некромантию и магию крови. В этот период были разработаны такие заклятия, как Дыхание Радалуса, и многие заклятия крови, самое мощное из которых, разработанное Аррасской Четвёркой, было применено во время Войны Волка.
С целью иметь в своём распоряжении инструмент борьбы со Злом, Драконы-Хранители создали или привели в Эвиал ещё одну из обитающих в нём рас — поури. Однако впоследствии Драконы оставили все мысли о поури, а те, в массе своей, выродились в жестокое и варварское племя каннибалов, живущее набегами и грабежом. Однако некоторая часть поури по-прежнему поклонялась Драконам и искала их по всему Эвиалу, мечтая служить им.
Ко времени первого прихода Спасителя в Эвиал в нём сложились государства, которые жили там до конца существования этого мира. Восточные области Эвиала занимала огромная империя Синь-И. Южнее её — в тропических лесах — загадочная Камруджа. Севернее Синь-И простирались безбрежные леса, в которых затерялось Последнее Прибежище — старинный замок, в котором обосновались остатки дуоттов. Восточная часть континентального Эвиала была отделена от остальной части мира хребтом, протянувшимся с севера на юг, однако империя Синь-И занимала и часть степной полосы западнее хребта.
Северные отроги Хребта после 14 века получили название гор Ужаса. Леса западнее этой части гор были заселены людьми. В северной части лесов обитали орки и гоблины, устраивавшие набеги на людские поселения, потому оно тут было немногочисленно и сосредоточено в основном на юго-западе, в области Пятиречье, защищённой от набегов с севера Зубьими горами. С юга Пятиречье охватывала дугой степная долина Поур-ан-Гарр, по которой кочевали племена поури. Западнее Зубьих гор лежал Зачарованный лес — владение восточных эльфов, а ещё западнее — Тёмная река, окруженная Тёмными болотами.
Южнее лесов простиралась Восточная степь. Большая её часть была слабо заселена, в основном по ней кочевали полудикие племена номадов. С севера далеко в степь врезалась плодородная и густо заселенная людьми долина Илима, в которой выросли несколько Вольных городов, объединившихся со временем в государство со столицей в Княж-городе. Кроме того, на территории Восточной степи находились Храм Мечей и Волшебный двор.
На юге степи переходили в пустыню, разделенную надвое Восточной Стеной. Западную часть пустыни занимал эмират Салладор. Восточнее пустыни, за горами — государство Харр — благодатные области с мягким тропическим климатом. Южные берега Салладора и Харра омывало Великое Полуденное море. На запад от Салладора, через узкий пролив был расположен остров Кинт Ближний. Восточную часть острова занимала плодородная Аррасская долина, на которой располагался султанат Аррас. Западная же часть острова поросла болотистыми тропическими лесами, которые прозвали Змеиными из-за того, что они были густо заселены монстроидными Тварями. Ещё западнее через пролив был расположен более мелкий остров Кинт Дальний — обиталище морских пиратов. Самая западная часть острова, тем не менее, являлась владениями церкви Спасителя, и на ней располагались женский и мужской монастыри.
Южнее Кинтских островов находились острова Огненного архипелага. Наиболее благодатные из них были заселены ушедшими на покой магами. Севернее Салладора расстилались Мекампские степи, на которых несколько последних столетий просуществовало воинственное королевство Мекамп, граничившее на севере с государством Светлых эльфов — Вечным лесом.
На запад от Вечного леса, через узкий перешеек, принадлежавший расположенному южнее Эгесту, находилось государство Темных эльфов — Нарн. С севера оба леса были ограничены обиталищем гномов — Железными горами, омывавшимися с севера Морем Ветров, в котором располагались многочисленные Волчьи острова. Южнее Нарна простиралась Империя Эбин, юг которой примыкал к области, принадлежавшей Ордосской академии. Западнее Нарна, за западными отрогами Железных гор, лежал Семиградский полуостров.
Берега Салладора, Эбина и Мекампа разделяло море Призраков, а берега Эбина, Семиградья и Кинтских островов — море Надежд. На запад простиралось Море Клешней, в котором были расположены три больших острова — Левая Клешня, Правая Клешня и Утонувший Краб.
После первого прихода Спасителя в Эвиале образовалась область Западной тьмы, охватившая все земли между островами Моря Клешней и Синь-И. Через 1500 лет после первого прихода Спасителя произошло его Второе пришествие, сопровождавшееся глобальными катаклизмами.
На территории Эвиала схватились между собой надмировые силы: Спаситель, Молодые боги, Хаос, Дальние и Новые боги. Мир едва не погиб, но благодаря усилиям Драконов-хранителей и Тёмной Шестёрки, которых возглавил так и не воплотившийся в Разрушителя некромант Фесс (Кэр Лаэда), при содействии Новых богов, их Подмастерий и Хрофта, группы магов, возглавляемых Кларой Хюммель, а также Хранителей и пришедшей им на помощь Хозяйки Ливня Сильвии, мир уцелел, но слился с Мельином, с которым ещё до этого его связывал Разлом.
- Зидда

Ключевой мир, населённый необыкновенной расой — данкобарами, похожими на медведей, владеющих магией. Впоследствии полностью разрушен Дальними.
- Скорбок и Вемсте

Ключевые магические миры, упоминаются в «Одиночестве мага» среди миров, в которых ощущаются сильные магические воздействия.
- Арда

Мир, включающий в себя Средиземье, Унголиант и Валинор. Вселенная Упорядоченного была придумана Перумовым параллельно с написанием трилогии «Кольцо Тьмы», после чего он неоднократно вносил в эту концепцию значительные космологические изменения — поэтому в Средиземье встречаются сущности одноимённые, но не идентичные тем, что известны в остальном Упорядоченном. Так, первоначально «Высокий» Средиземья не был идентичен Хрофту, именовавшемуся так же в Упорядоченном в эпоху Древних богов (с выходом книги «Тысяча лет Хрофта» становится понятно, что речь идёт об одном и том же), а Неназываемый не идентичен тому Неназываемому, который фигурирует в «Летописях Хьёрварда». Достоверно неизвестно, является ли слово «Унголиант» местным названием Серых Пределов или это один из Нижних миров, имевший выходы в Средиземье в Первую эпоху.
- Обетованное

Один из Верхних миров, ранее был обителью Молодых богов, а после их падения используется Новыми богами. Хорошо укрыт и защищён. Где-то в Обетованном находится один из Источников, питающих Иггдрасиль, — источник Урд; сюда же сходятся многие потоки сил, в том числе и от источника Мимира.
- Долина Магов

Обособленная благоустроенная область в Междумирье, небольшой рукотворный мир, созданный четырьмя Истинными магами из поколения, предшествовавшего поколению Хедина. Отделив участок Междумирья легкопроходимым для смертных магов барьером, Отцы-основатели благоустроили этот мирок: покрыли его небесным сводом с отражениями звезд, ночным и дневным светилами, обнесли круглую долину неприступными горами, чтобы агрессивная живность Межреальности не смогла туда проникнуть.
Предтечи постарались создать в Долине комфортные условия. Там царило вечное нежаркое лето, и лишь по границам мирка бывали смены времён года, но и там климат был мягким. Живописные граничные горы, увенчанные белыми шапками снегов, были почти сплошь покрыты лесом и населены неопасной живностью.
В центре Долины находилось чистое круглое озеро. Со скальных круч, сами собой находя дорогу, бежали к нему говорливые ручейки. Вокруг озера на несколько дней пути простирались плодородные земли. Флора долины, как и её фауна, была разнообразной и в то же время безобидной для разумных обитателей. Диковинные кусты и деревья из разных миров распускали свои кроны под тёплым небом.
Удивительной особенностью барьера, отделявшего Долину от Междумирья, являлось то, что, сколько бы ни отсутствовал в Долине маг, вышедший за её пределы, при возвращении он всегда попадал в Долину утром.
Создав мир, отцы-основатели заселили его специально отобранными жителями. Особое внимание они уделили отбору магов, хозяев и элиты Долины. Самые талантливые молодые маги из разных миров приходили в Долину, чтобы обучиться магии у её создателей.
Почему-то создатели Долины при отборе магов отдали предпочтение людской расе. Академия магии стала собственником всех земель Долины. Земельные угодья были сданы в аренду трудолюбивым и мирным представителям самых разных рас. Привели в Долину и умелых ремесленников, архитекторов, скульпторов, а также тех, кто призван был следить за порядком и охранять границы. Идущим на поселение обещаны были малые налоги, свобода кормиться плодами своего труда в мирной и уютной стране. Не исключено, что отцы-основатели наложили на земли Долины заклятие, заставлявшее её жителей жить в мире друг с другом, но вполне возможно, что благодатная земля, сытно кормившая всех, кто обитал на ней, а также продуманная организация жизни в Долине и изначальный отбор жителей просто заложили здоровые традиции, позволившие её жителям многие века сосуществовать в мире и благоденствии.
Вскоре в центре Долины вырос уютный чистый городок, благоустроенные улицы были застроены красивыми особняками разнообразной архитектуры, но самым величественным было здание Академии, расположенное в центре, на берегу озера.
На границах Долины были воздвигнуты мощные укрепления — высокие сторожевые башни и редуты.
Когда пришло новое Поколение, Отцы-основатели поняли, что маги, пришедшие им на смену, мало похожи на своих предшественников. Маги нового поколения находили больше удовольствия в поединках и битвах, чем в размышлении и созидании. Поэтому о существовании Долины новому Поколению ничего не было сообщено. Боясь отголосков в Астрале, Отцы-основатели покрыли забвением свои имена — доныне маги Долины не знают их. Но не забылись знания, оставленные древними магами, не истёрся дух, посеянный ими в учениках. Маги-основатели обучили несколько сотен талантливых смертных магов, составивших костяк будущих магических орденов. Они заложили основу магической школы, собрали в Академии богатейшую библиотеку. Вооружённые знаниями маги жили очень долго и успевали обучить много учеников.
Прошли десятилетия, Поколение Основателей ушло, но ещё какое-то время Долина продолжала заселяться магами из разных миров, которых подбирали их ученики. Среди тех, кого отыскали и выучили они, был и Игнациус Коппер — юноша, чудом спасшийся из гибнущего мира. Со временем маги перестали искать новых учеников на стороне — ведь у них дома подросло поколение их собственных потомков. Благодаря изначальному отбору в Долине традиционно рождалось много талантливых магов, а те, кто не был способен к магии, могли жить на накопленные их предками средства, продолжая считаться элитой, и также обучались в Академии.
В самой Долине работы было не так уж много. Дежурный маг следил за погодой — этим, как правило, занимались молодые, не очень опытные маги. Работали в Долине и целители, но в сытой и благополучной местности и для них было не слишком много работы. Часть магов занималась магическими и научными исследованиями, обучением новых магов.
Подавляющее большинство магов, однако, работало по найму в близлежащих мирах. За высокую плату маги оказывали услуги монархам — в основном это были целители и погодники. Именно эти две категории магов всегда были самыми востребованными и многочисленными. Мастера артефактов продавали свои изделия самым состоятельным жителям других миров. Порой маги приходили на помощь мирам, в которых разразилась эпидемия или возникли серьёзные конфликты, особенно с участием местных магов. Со временем выросла и окрепла Гильдия боевых магов. Чаще всего боевые маги нанимались в охрану или в войска небольшими группами или поодиночке.
Академия могла позволить себе содержать гильдии, занимающиеся исследованиями, например некоторое время существовала гильдия картографов, пытавшаяся составить карты всего известного магам Долины междумирья. Ботаники Долины занимались выведением особых сортов цветов, совершались попытки адаптировать в Долине некоторые виды растений междумирья.
Правил Долиной Совет магов, собиравшийся в специальном зале, где были предусмотрены места для всех желающих. Поколение Хедина так и не обнаружило Долину, однако сам Хедин узнал о ней уже после того, как стал богом. Обеспокоившись тем, что без его контроля находится несколько мощных орденов смертных магов, он послал туда Хагена, который для конспирации находился там под личиной мирного целителя Динтры. Со временем Динтра стал пожилым и всему уважаемым магом. Прожив в Долине несколько сот лет по местному летоисчислению, он стал пользоваться огромным авторитетом, но принципиально не занимал официальных должностей в Совете.
Как агент влияния, Динтра сыграл свою роль в организации участия Гильдии боевых магов в подавлении восстания Безумных богов и некоторых других акциях. Со временем самыми старыми и влиятельными магами Долины стали Игнациус Коппер и Динтра. Оба они предпочитали быть неформальными лидерами. Игнациус Коппер умел вести дело так, что без его согласия не обходилось ни одно серьёзное решение Совета.
Благополучие Долины привлекало порой достаточно неожиданных поселенцев, о происхождении которых не знали даже те, кто владел ею. Так, привратником клуба Боевых магов много лет был бывший Древний бог Гормли, однако ему удавалось сохранить инкогнито. Тайно захаживали в долину и другие путники, какое-то время там бывал дракон Сфайрат.
Простые жители Долины, представители разных рас, много лет жившие в мире друг с другом, всё же не смешались в единую расу и предпочитали области деятельности, более подходящие их расам. Так, гоблины чаще всего занимались сельским трудом, были дворниками, пивоварами. Орки служили в страже и в отрядах, занимавшихся розысками пропавших магов. Один из таких отрядов под водительством Ричарда д’Ассини доставил в Долину останки погибшего Аветуса Стайна. Эльфы предпочитали заниматься работой, связанной с эстетикой, обслуживанием и удовольствиями. Известно, что в доме Аглаи Стевенхорст многие годы поваром был эльф.
Наступление Козлоногих на Мельин и другие близлежащие к Долине миры впервые за много лет всколыхнуло покой мирной страны. Разведка, в которую Игнациус Коппер послал Клару Хюммель, закончилась пленением волшебницы. Козлоногий, лидер тварей Неназываемого, отправил в Долину ультиматум, в котором предложил магам перенести Долину с прокладываемого ими Пути. Расчёт Козлоногого оправдался. Привыкшие к спокойной жизни маги предпочли не ввязываться в конфликт, грозящий им значительными потерями. Решение Совета внесло раскол в ряды гильдии боевых магов. Часть магов, бывшая в разведке и видевшая последствия наступления Козлоногих на миры, воспротивилась решению и выступила в поход, пытаясь помочь магам гибнущих миров. Небольшой отряд, возглавленный Кларой Хюммель, принял участие в обороне Мельина.
Несостоявшееся второе пришествие Спасителя в Мельин спутало планы магов. Вдобавок они попали в зону пониженной плотности магического потока, вызванную пробоем капсулы, запиравшей Эвиал. Обессиленные битвой маги не смогли найти дорогу в Долину, перенесённую с пути козлоногих. Неожиданное вмешательство «Падшего» сыграло роковую роль в судьбе отряда. Клара попала в немилость Игнациусу Копперу, отряд распался, а  сам некоронованный лидер Долины после этих событий покинул свой уютный дом и вмешался в происходившие события, что привело его к гибели.
Динтра вызвался сопровождать Игнациуса в походе и раскрыл себя, что, однако, не сыграло существенной роли. Клара Хюммель также не вернулась в Долину, обосновавшись в одном из рядовых миров. В результате этих событий Долина лишилась наиболее харизматичных лидеров.
- Терра

Наш мир, являющийся также частью Упорядоченного, но, в отличие от большинства его миров, лишённый магии. Один герой цитирует стихи Н. Гумилёва, которые боевой маг Клара Хюммель нашла в одном «странном мире без магии». Также несколько раз упоминается как мир, легенды которого отражают события из жизни Истинных Магов. Упоминается, что это мир с очень развитой наукой, в котором люди докопались до мельчайших частиц, из которых состоит материя. Архимаг Игнациус также упоминал латинский язык.
- Кирддин

Один из уникальных плоских миров Упорядоченного, полностью опустошённый слугами Дальних.
- Белоста

Один из Нижних миров, населён демонами, обладающими довольно сильной и оригинальной магией. В этом мире после своего Падения оказались Молодые боги. Мир был до этого знаком Ятане, которая, по её признанию, в своё время «позаимствовала» у демонов некоторые заклинания.
- Авалон

Один из небольших, искусственно сотворённых миров. Создан магом Мерлином в пору его могущества. Фактически являлся его резиденцией. Вотчина Мерлина представляла собой небольшой гористый остров, вечно носимый по волнам Мирового Океана в Межреальности. Поверхность острова была почти сплошь покрыта тропическим лесом. Все растения на Авалоне были причудливо видоизменены Мерлином с помощью магии. Своими заклинаниями Мерлин превратил Авалон в гигантский насос, высасывающий рассеянные в Упорядоченном магические силы, которые концентрировались на острове в магические потоки, пригодные для использования магом. В насыщенных магией окрестностях острова всегда изобиловали воздушные и водные духи. В бытность Мерлина Главой Совета Поколения остров охранялся мощными защитными заклинаниями: овеществлёнными мороками, ловушками, переносящими смертных, попавших на остров, в Ледяную Бездну, искривлениями пространства и пр. Кроме заклинаний, охрана острова осуществлялась муравьями Мерлина, а внутри его особняка — летучими пастями.
- Луна Внутренняя

Самый упорядоченный из миров — застывший, холодный мир кристаллов. Этот мир — обиталище Лунного Зверя.
- Мир источника Мимира

Очень маленький, закрытый мир, в котором находится Источник Мимира. Включает в себя одну долину с единственным селением, дуб над чашей второго Источника сил Упорядоченного — Источника Миров, питающего Иггдрасиль и охраняемого Мимиром, и гору, в которой находились мечи Молодых богов.
- Болотный мир

Один из нижних миров с влажным тропическим климатом. Имел два выхода в Хьёрвард. Входы в этот мир знала Предводительница ордена койаров.
- Мир Замка Всех Древних

Маленький бесплотный Верхний мир. В нём не было ничего, кроме камней и огромной отвесной скалы — Столпа Титанов, на котором стояла обитель Истинных магов — Замок Всех Древних. Этот мир в силу существования там Замка являлся одним из ключевых миров и средоточием магических потоков Упорядоченного, поскольку на Замок Всех Древних замыкалось большинство из этих потоков. Во время восстания Новых Богов и вторжения Неназываемого Замок Всех Древних не выдержал противоборства магических сил и рухнул вместе со Столпом Титанов. Однако некоторое время спустя в мире Замка появились новые хозяева — Поколение Новых Магов, возглавляемых Тёмным, которые установили в развалинах Замка Всех Древних портал в свой собственный сотворённый мир и принялись за восстановление Столпа Титанов.
- Дно миров

Самый низкий мир, в котором был заключён развоплощённый Ракот. В этот мир не могли попасть охранники Ракота из более верхних миров, потому что Ракот, пусть даже развоплощённый, мог уговорить их встать на свою сторону. Это обстоятельство было использовано Хедином для того, чтобы спасти друга во время своего восстания.
- Мир третьего источника

Один из нижних миров, с незапамятных времен полностью подчинённый Ракоту, в котором находится третий Источник сил Упорядоченного — Хвергельмир («Кипящий Котёл»), источник Великой Тьмы.

## Силы и боги
- Творец

Загадочная сущность, создавшая Упорядоченное. После Дней Творения удалился за пределы Упорядоченного, Хаоса и Мира Неназываемого, расположенного за Хаосом. Для обращения к Творцу Молодые боги могли направлять Астрального вестника, который, вероятно, достигал Творца, однако Читающие Заклятья никогда не фиксировали магические возмущения, которые можно было бы идентифицировать как «ответ». Творец не является, однако, единственным верховным существом Упорядоченного. Более того, допускается множественность Творцов. В книге «Гибель Богов» Орлангур упоминает сущность, стоящую выше Творца, — это некто «поистине Всесильный», над-Абсолют, находящийся «вне ведомой [Орлангуру] совокупности миров». По мнению автора, «Великий Орлангур полагает, что у изначального Хаоса тоже есть создатель, который создал и те монады, одна из каковых стала тем Творцом, что сотворил данное Упорядоченное».
- Орлангур

Дух Познания, совместно с Демогоргоном — столп Третьей Силы, нейтральное божество. Появляется в виде огромного золотого дракона с четырьмя зрачками. Этот образ был навеян стихотворением Николая Гумилёва «Поэма начала». Первоначально Орлангур был введён в качестве советчика главных героев, но позднее стал играть в произведениях значительную роль.
- Демогоргон

Соборный Мировой Дух — божественная сущность, к которой присоединяются после смерти души всех живых существ за исключением тех, которые поглотил Спаситель. Нейтральное божество, «брат» Орлангура. После Падения Молодых богов Ялини обратилась к Демогоргону с мольбой, и тот провёл её через искупительное воплощение в теле смертной женщины. Имеет под своим покровительством таинственные создания, зовущиеся Детьми Демогоргона. Они не вмешиваются в порядок вещей, но помогли Хедину во время его восстания, победив и оттеснив Лишённых Тел. В четвёртой книге цикла «Гибель Богов −2» «Асгард Возрождённый» появляется его «аспект» — хозяин таверны.
- Древние Боги

Древние боги появились вместе с самим Упорядоченным, но они не были созданы Творцом, — они были рождены из плоти Упорядоченного там, где дыхание Творца коснулось косной материи, и правили им, пока не были разбиты Молодыми богами. Точная численность Древних богов неизвестна. После поражения большинство из них, кто по каким-то причинам уцелел, превратились в полуразумные стихийные божества (Бог Горы в Южном Хьёрварде) или в могущественных людей (Хрофт в Восточном Хьёрварде); кто-то стал мелкими божками в своих мирах (Тёмная Шестёрка в Эвиале). Образы многих из Древних богов, например Хрофта, являются отсылками к скандинавской мифологии.
- Молодые Боги

Наиболее известны из них семь главных богов: Ямерт, Ямбрен, Ятана, Ялмог, Яэт, Явлата и Ялини. Именно они уничтожили большинство Древних богов в Боргильдовой Битве. Считалось, что Молодые боги — «первое творение Всеотца» и «его возлюбленные дети». После прорыва Неназываемого пытались сбежать из Упорядоченного, но им помешали Ракот, Хедин, Хрофт и Орлангур, которые отправили их в изгнание. Оказавшись после своего падения в демоническом мире Белоста, Молодые боги любой ценой пытаются вернуть себе власть (за исключением Ялини, которая отреклась от своих братьев и сестёр и, пройдя искупление при помощи Демогоргона, обрела свободу и свою божественную сущность). Во время событий «Земли без радости» они пробудили Губителя, чтобы тот уничтожил Хьёрвард и помог им одолеть Новых богов, но план потерпел неудачу из-за противодействия Чёрного. Во время, описываемое в цикле «Летописи Разлома», Молодые боги управляли древними народами Эвиала — пятиногами и титанами. Через некоторое время после своего падения они заключили союз с Дальними Силами, Новыми Магами и поставили драконов-Хранителей охранять Кристаллы Магии, чтобы те взорвались при приходе Новых Богов и высвободили силу Мечей, но план вновь был сорван.
Младших Молодых богов, обитавших в Хьёрварде (Ярдоз — «хозяин пылающих земных недр», Ялвэн — «распорядитель холодов и ключарь снежных кладовых», Ярмина — «дочь самого Ямерта, смотрительница утренних и вечерних зорь», Яргохор — «водитель мёртвых Хьёрварда» и т. д.), падение их старших братьев и сестёр не затронуло, и они продолжили выполнять свою миссию богов — хранителей природы в вышеупомянутом мире.
- Новые Боги

Хедин и Ракот — в прошлом два могущественных Истинных Мага, захватили власть в Упорядоченном, свергнув Молодых богов (это описано в романе «Гибель Богов»). По мнению Орлангура, их выбрало само Упорядоченное. Сами считают себя богами Равновесия или Недеяния.
- Ракот, Владыка Тьмы, — великий воин и вечный оппонент Ямерта. Некогда восстал против владычества Молодых богов, дважды выступал против них, пытаясь свергнуть их грубой силой, и после очередного поражения был заточён на Дне Миров. Дал дорогу в Упорядоченное Неназываемому. Освобождён его названным братом Хедином. Вместе с ним стал одним из главных богов Упорядоченного, олицетворяя силу и действие в паре с Хедином. Путешествует между мирами в образе чёрного дракона либо могучего воина в чёрных доспехах и красном плаще. Ракот откровенен и резок, не терпит авторитетов, но хорошо относится к смертным, а к Спасителю испытывает сильную ненависть.
- Хедин, Познавший Тьму, — названный брат Ракота, великий воин и ещё более великий маг, друг Хрофта. Был отправлен в тысячелетнее изгнание за непокорность, вынужден был расстаться со своей возлюбленной Сигрлинн. С помощью своего ученика Хагена освободил Ракота и низверг Молодых богов.

В качестве бога Хедин умеряет пыл своего названного «брата», олицетворяя мудрость и умеренность. Следит за мирами в образе сокола. Помимо Неназываемого, Хедин находится в противостоянии с Дальними Силами, Хаосом, в плохих отношениях с Падшими и Новыми Магами, но избегает открытых войн, поскольку «прямые» столкновения сил такого порядка чреваты существенными изменениями Равновесия и как следствие — катастрофическими последствиями для населяющих Упорядоченное живых существ. Его враги не пекутся о судьбах обитателей Упорядоченного, но боятся проиграть в войне с богами. Хедин умён, терпелив и гуманен по отношению к другим существам, особенно к людям. Его непрямая война с Дальними Силами достигла своего развития, когда те высосали жизненные соки из мира Кирддина. В ответ армия Хедина вторглась в логово Дальних, но те в итоге заманили Новых богов в ловушку Эвиала, и только Кэр Лаэда спас их.
После освобождения из ловушки Эвиала и слияния двух миров Хедин воссоединился с Сигрлинн, а к числу его врагов присоединились Спаситель и Неведомые Маги.
Вероятно, имя персонажа и его острова Хединсей связано со скандинавским эпосом и одноимённым островом в Балтийском море.
- Спаситель

Таинственное и неуловимое существо, практически не вмешивающееся в события и являющееся воплощением веры смертных живых существ (прежде всего — людей), избегающее открытых столкновений, но имеющее множество поклонников в разных мирах Упорядоченного. Спаситель питается надеждами и эмоциями людей как могущественный вампир, но уступает людской воле, что и было продемонстрировано Анэто с Меганой. Спускаясь в миры, находящиеся на грани гибели, он забирает души их обитателей, после чего остаётся совершенно пустой мир. После первого пришествия Спаситель получает полную власть над мирами и населяющими их существами, при этом создавая себе преграды для второго пришествия (Пророчества Разрушения), и тем самым обходит Закон Равновесия. Спаситель вступил в союз с Дальними Силами, Хаосом, брандейским Поколением Истинных Магов и Тварями Неназываемого, дабы те помогли ему избавиться от Новых богов и подвести Эвиал к гибели. Выполняя союзнические обязательства перед Дальними в Эвиале, он отвлёк их до момента активации ловушки магом Игнациусом Коппером и пропилил корни Эвиала, чтобы мир оказался в пасти Неназываемого. Не смог получить лишь два мира — Мельин, в котором Мерлин (под именем Акциум) уничтожил армию вторжения Созидателей Путей и закрыл им проход, не дав сбыться пророчествам, и Эвиал, в котором против Спасителя выступили Анэто и Мегана, Ракот, Этлау и Кэр Лаэда. Культ Спасителя — аналогия христианства, «технически» по форме ближе к католической церкви Средних веков (инквизиция, монастыри, курия, аналог Папы Римского — архипрелат Аркинский и всея Эвиала и т. п.).
- Неназываемый

Существо, являющееся творением другого Творца, из иного Хаоса и Континуума. До восстания Ракота и Хедина был заключён в клетку, созданную Творцом, из которой был выпущен Ракотом. Неназываемый прокладывает себе Путь через Упорядоченное, уничтожая его, чтобы вернуться обратно, за пределы Хаоса, в свою обитель — иное Упорядоченное. Неназываемому служат порождаемые им миньоны — козлоногие существа, которые разрушают миры и убивают их жителей, чтобы создать Путь — искусственную материю нового типа, по которой Неназываемый может вернуться в свой Континуум.
После того, как Неназываемый вернётся в свой Континуум, всё Упорядоченное последует за ним и будет уничтожено:

…в тот миг, когда Путь достигнет… цели, наше Упорядоченное, как вода в трюмную пробоину, ринется следом. Миры столкнутся и испарятся, соприкосновение с тканью того континуума, откуда пришла эта тварь, гибельно для любой материи из-под рук нашего Творца.— Ник Перумов. Война Мага. Том 2: Миттельшпиль. Интерлюдия I
- Дальние

Об этих силах мало что известно, так как они избегают напрямую вмешиваться в дела Упорядоченного. Они тайно борются с Хедином и Ракотом, так как считают, что Новые боги мешают рождению Нового Творца внутри Упорядоченного, считают себя его «повивальной бабкой». Их сторонники используют зелёный цвет как свой знак. Имеют своих адептов в Эвиале (Храм Мечей), Мельине (Орден Всебесцветного Нерга), Хьёрварде (монастырь в долине Бруневагар). Магия Дальних очень своеобразна, но всегда имеет слабость перед Истинным Огнём или Пламенем Неуничтожимым — это было обнаружено Сигрлинн, долгое время сражавшейся против Дальних. Облика они как такового не имеют, но их временные обличия (зелёный кристалл) имеют вид зелёного пламени. Во имя осуществления своих целей вступили в союз с Игнациусом, Спасителем, Молодыми богами и Новыми магами, Брандейским поколением Истинных магов, Хаосом и Тварями Неназываемого. Именно Дальние ответственны за опустошение мира Кирддина и полное разрушение Зидды. Склонны к хитрым многоуровневым комбинациям. Вероятно, находятся в союзе с Неведомыми магами.
- Истинные Маги

Многие поколения бессмертных магов, живших в Замке Всех Древних. Маги были близкими союзниками Молодых богов и после восстания Хедина и Ракота оказались разбиты и рассеяны. Тайна их происхождения/рождения осталась нераскрыта. В цикле «Хранитель мечей» даётся намёк на то, что родителей у Истинных магов нет. После обучения в некой Школе магов «у самых границ Реальности» проходили инициацию у источника Мимира.
Каждое Поколение оказывалось обречённым при рождении мага нового Поколения, однако те, кто появился на свет одновременно с Хедином и Ракотом, смогли выжить благодаря помощи магов Хаоса (остров Брандей), несмотря на рождение у Фелосте сына по имени Горджелин. За это они, оставшись на острове Брандей, перешли на службу Хаосу и захватили в плен Сигрлинн. Вскоре, однако, Брандей был взят штурмом войсками Новых богов и уничтожен лично Хедином и Ракотом. Едва живые и развоплощённые Истинные маги, продолжая удерживать Сигрлинн, с трудом сумели добраться до Эвиала, где их заточили Древние Силы, известные как Темная Шестёрка, на западе этого мира. В то же время там же свили своё гнездо козлоногие (Твари Неназываемого, Созидатели Пути), которые заключили союз с Поколением и дали им убежище в обиталище, состоящем из эманаций Неназываемого и названном Западной Тьмой. Попав сюда, Маги освоились и начали свою игру, заключив союз с Дальними Силами и Спасителем и сохраняя союз с Хаосом. Заметив попавшего в Эвиал Фесса, они попытались сделать его Разрушителем, но тот отказался, а Сигрлинн помешала планам своих сородичей и подтолкнула Фесса на уничтожение Западной Тьмы (что способствовало её собственному освобождению).
- Лорды Хаоса

Силы Хаоса, пытающиеся отвоевать пространства, из которых Творцом было создано Упорядоченное. С этой целью они установили контакты с группами чародеев (в Упорядоченном) и переманили их на службу себе. Адепты Хаоса, использовавшие в качестве символа серый цвет, присутствовали во многих мирах. Их самым мощным и известным форпостом в Упорядоченном был остров Брандей в мире Хьёрварда, хозяева которого вели настойчивую подрывную деятельность. После событий, описанных в книге «Гибель Богов», к ним присоединились Истинные Маги, которым суждено было погибнуть вследствие Закона Явленного Потомка, если бы их не спасли Лорды Хаоса. В то время Новые Боги, правившие Упорядоченным, пытались остановить Неназываемого и поэтому не могли разобраться с обитателями острова. Обнаглевшие слуги Хаоса, воспользовавшись этим, начали крупную операцию по дестабилизации Хьёрварда, но потерпели неудачу и были вынуждены спасаться в Межреальности от взбешённых Новых богов, которые нашли Брандей и взяли его штурмом, уничтожив и остров, и почти всех его обитателей.
Едва живые и развоплощённые уцелевшие брандейцы (из числа Истинных Магов) отступили в Эвиал, где Хаос оказался не властен над ними, а они вступили в союз с Тварями Неназываемого, Спасителем и Дальними Силами, обязавшись служить каждому из них, не переставая прислуживать Хаосу. Там же, в Эвиале, Хаос приобрёл новых адептов — дуоттов, основавших Империю Клешней, которые с помощью брандейцев попытались уничтожить Эвиал.
- Новые Маги

Неполноценное поколение Истинных Магов, не прошедших инициацию у источника Мимира. Их обиталище находится в небольшом мирке, вход в который скрыт в мире Замка Всех Древних. По уровню психоэмоционального развития оставались по существу детьми-подростками (за исключением Старшего из них — Чёрного, который, по собственному признанию, прошёл инициацию «в глубинах Первородной Тьмы»), что обуславливало их мировосприятие — всё существующее они принимали как возможность «поразвлечься». Открыто себя не проявляли, предпочитая действовать тайно (например, через сотворённую ими Орду, как это имело место в Северном Хьёрварде). Во время, описываемое в цикле «Летописи Разлома», действовали в союзе с Западной Тьмой, Дальними, Молодыми богами и Эвенгаром Салладорским.
- Читающие Заклятья

Странная форма жизни, живут в одном из миров Упорядоченного, который располагается между Долиной Магов и Эвиалом. Названы так за своё умение «прочитать» (расшифровать) любое заклинание, когда-либо творившееся в пределах Упорядоченного. Долгое время являлись союзниками Хедина, однако после штурма Брандея заключили союз с Дальними и предали Новых богов.
- Лунный Зверь

Таинственное существо, обитающее в самом гармоничном и структурированном мире Упорядоченного. Является источником магии Ночной Арфы. Неизвестно происхождение и мотивы Лунного Зверя, но он два раза помогал Хедину во время его войны с Молодыми богами. Он пребывает в спячке, но его вполне можно пробудить.
- Драконы Времени

Странная и загадочная форма жизни, обитающая не в материальной части Упорядоченного, а в так называемой Реке Времени, вода в которой течёт от прошлого к будущему. Драконы Времени превосходят мощью практически всех обитателей Упорядоченного. С ними контактировали жрецы Хранителей Рун, которые вскоре были уничтожены Истинными Магами по приказу Ямерта. Также Хедин вызвал их во время своей схватки с Молодыми богами, и они вынудили всех Молодых богов (кроме Ямерта) израсходовать большую часть своих сил; после битвы в Обетованном, с приходом Великого Орлангура, ушли в свой континуум. Драконы Времени во многом обеспечивают течение Реки Времени — когда наступает серьёзный катаклизм и время начинает меняться, Драконы Времени выравнивают разбушевавшиеся бурные потоки Реки Времени; бывает даже, что для этого нескольким Драконам Времени приходиться пожертвовать собой, как это случилось во время Второго Восстания Ракота, когда столкновение заклинаний Мерлина и Ракота привело к возмущению Реки Времени и гибели многих миров - тогда несколько Драконов Времени ценой своей жизни уладили это возмущение. Один молодой Дракон Времени случайно прорвал барьер в Межреальность и оказался в Долине Магов; те, полагая, что перед ними существо из Астрала, загнали его туда. Но Дракон Времени был слаб и вскоре погиб, а его кровь, попавшая в руки магов Долины, стала основой для ряда мощнейших артефактов гильдии боевых магов Долины.
- Алчущие Звёзды

Магические существа, находившиеся в заключении у Истинных Магов, которые использовали их против восставших Ракота и Хедина.
- Лишённые Тел

Одна из опаснейших в Упорядоченном форма нежити. Использовались Истинными Магами. В Хьёрварде были побеждены кланом Перворожденных. Хедин использовал против Лишённых Тел Детей Демогоргона.
- Древние Силы

Древние Силы — преимущественно местные боги, появившиеся и обитающие в закрытых мирах или (редко) в Межреальности. Появились в эпоху Древних богов и часто воевали с ними, не признавая их власть. В эпоху Молодых богов большинство Древних Сил было истреблено либо впало в спячку; в эпоху Новых богов они стали пробуждаться и конфликтовать как с Богами Равновесия, так и с Легионами Неназываемого.
Самыми известными представителями Древних Сил являются Валар, Майар и Эру Илуватар мира Арда. Валар, Майар и Эру Илуватар прожили две эпохи, не сталкиваясь с какими-либо иномировыми или надмировыми силами. Древние Силы слабее всех иномировых сил и богов, но существовали с самого зарождения Упорядоченного и будут существовать и впредь.
- Неведомые Маги

Неведомые Маги — существа неизвестного происхождения, являющиеся очень сильными магами и по силам как минимум не уступающие Истинным магам. Идейные противники Новых богов, они тайно борются с ними, считают, что их правление не привело ни к чему доброму. Неведомые маги выступают в союзе с Дальними и, возможно, с козлоногими, однако в любом случае преследуют только свои цели, желая, по всей видимости, захватить власть над Упорядоченным и свергнуть Новых богов.
Впервые упоминаются в цикле «Гибель Богов — 2», где пытаются завербовать к себе на службу бывшего Хранителя одного из Кристаллов Эвиала, дракона Сфайрата, и его супругу, волшебницу из Долины Магов Клару Хюммель. По договору с Дальними Силами они же захватили в плен Геллеру, одну из самых сильных подмастерий Хедина, дабы привлечь её на свою сторону, и в конце концов преуспели в этом (убедив Геллеру выкрасть кристалл Дальних и предать Хедина).